# Bennerscheid

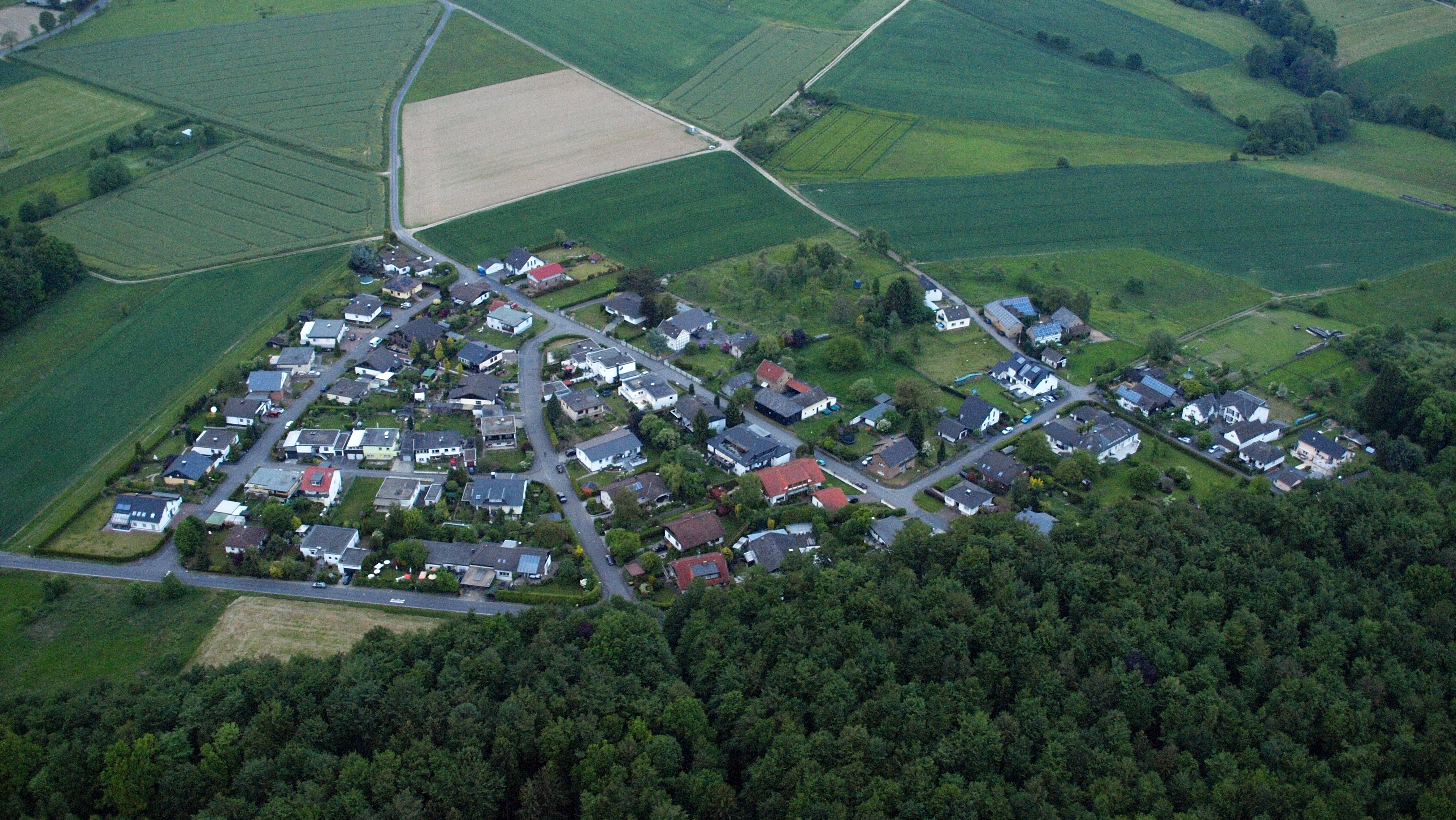
Bennerscheid, Luftaufnahme (2015)

Bennerscheid ist ein Ortsteil der Stadt Königswinter im nordrhein-westfälischen Rhein-Sieg-Kreis. Er gehört zum Stadtteil und zur Gemarkung Oberpleis, am 30. September 2022 zählte er 180 Einwohner.

## Geographie
Bennerscheid liegt drei Kilometer östlich des Ortszentrums von Oberpleis am Rande des Niederwesterwalds, genauer der Asbacher Hochfläche, auf einer Anhöhe am Nordrand des Staatsforsts Siegburg. Die Ortschaft umfasst Höhenlagen zwischen 215 und knapp 230 m ü. NHN. Westlich verläuft die Landesstraße 330, die von Eudenbach kommend auf die weiter bis nach Oberpleis führende Landesstraße 268 einmündet. Zu den nächstgelegenen Ortschaften gehören Sand im Nordwesten, Broich und Hanf (Stadt Hennef (Sieg)) im Osten, Willmeroth im Süden, Berghausen im Südosten und Sandscheid im Westen.

## Geschichte
Bennerscheid gehörte zum Kirchspiel Oberpleis im bergischen Amt Blankenberg. Der Ortsname steht für die „Scheide des Bannes von Oberpleis und Uckerath“, die der nahegelegenen Grenze zum Kirchspiel Uckerath entspricht. Nach Auflösung des Herzogtums Berg im Jahre 1806 wurde Bennerscheid der Bürgermeisterei Oberpleis (bis 1813 Mairie Oberpleis) zugeordnet, die ab 1816 zum Kreis Siegburg (ab 1825 „Siegkreis“) gehörte. Im Rahmen von Volkszählungen war Bennerscheid mindestens bis 1830 als Hof unter dem Namen Bennerscheidt verzeichnet, 1843 bereits als Dorf mit sechs Wohngebäuden. Ab 1846 gehörte die Ortschaft zur politisch eigenständigen Gemeinde Oberpleis. Die Kinder von Bennerscheid besuchten ab 1898 die seinerzeit eröffnete katholische Volksschule in Sandscheid, die 1965 in eine Grundschule umgewandelt wurde.

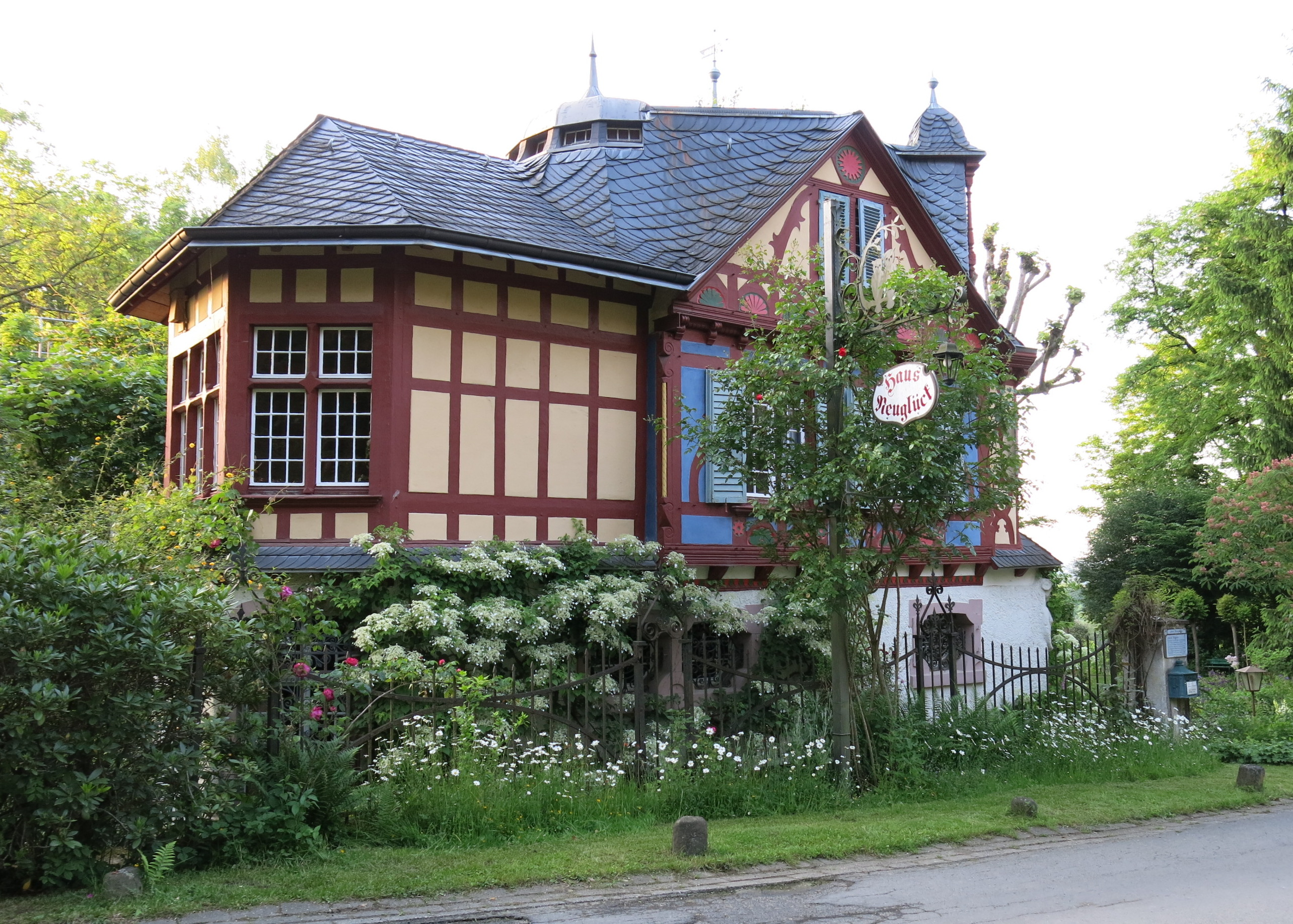
Haus Neuglück

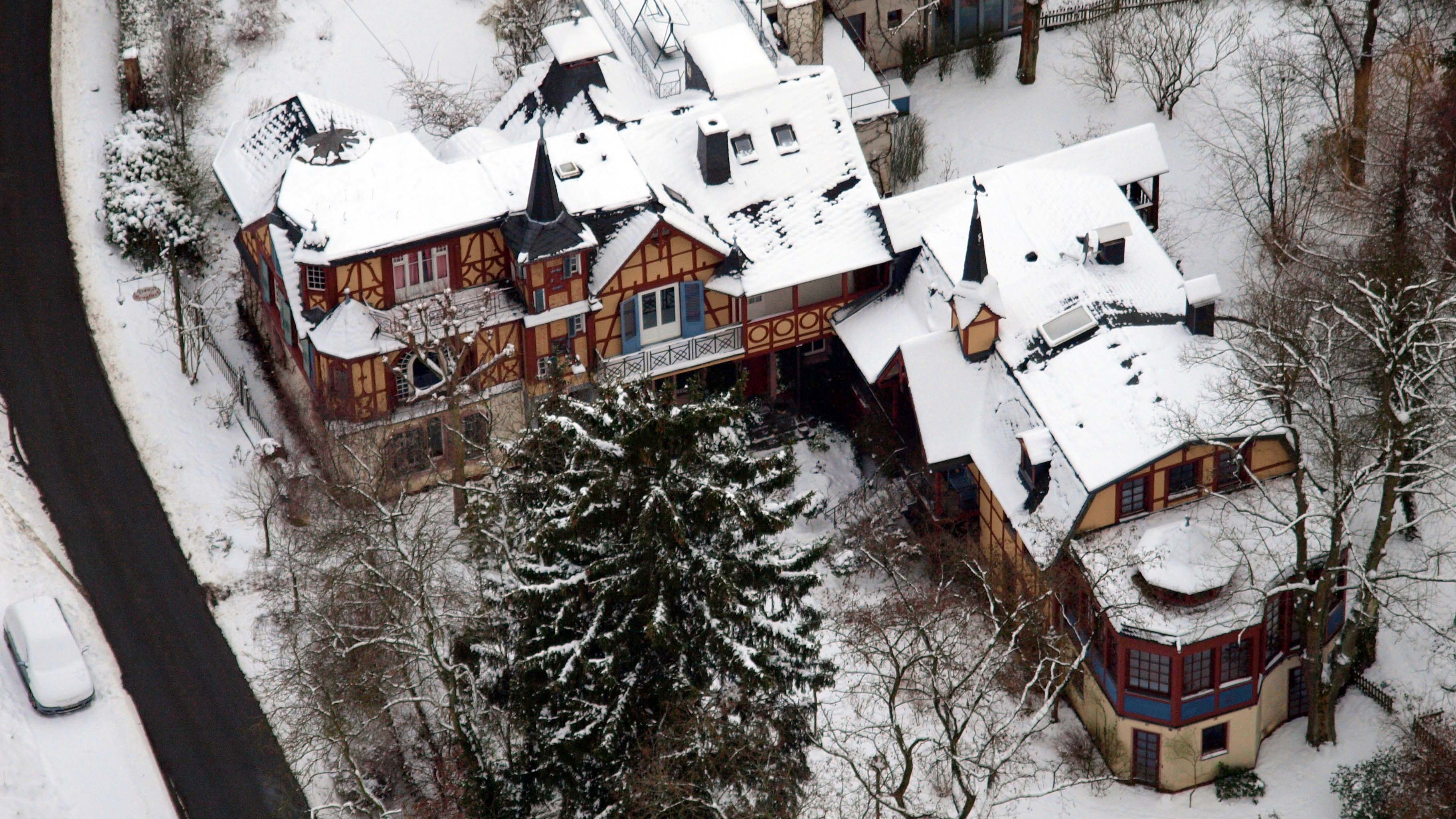
Haus Neuglück, Luftaufnahme

Am Ostrand der Ortschaft entstand um 1850 ein Wohnhaus für Steiger der nahegelegenen Zinkmine „Neuglück“, das nach 1870 für eine Adelsfamilie zum sogenannten Schloss Neuglück im Stil des Historismus umgebaut wurde. Der französische Dichter Guillaume Apollinaire war dort 1901/02 als Lehrer der damaligen Tochter der Gräfin Elinor de Milhau tätig. Nach dem Zweiten Weltkrieg diente das Waldschlösschen bis 1991 als Ausflugslokal, unmittelbar darauf wurde es zum Seminar- und Tagungsgebäude umgebaut.

### Bergbau

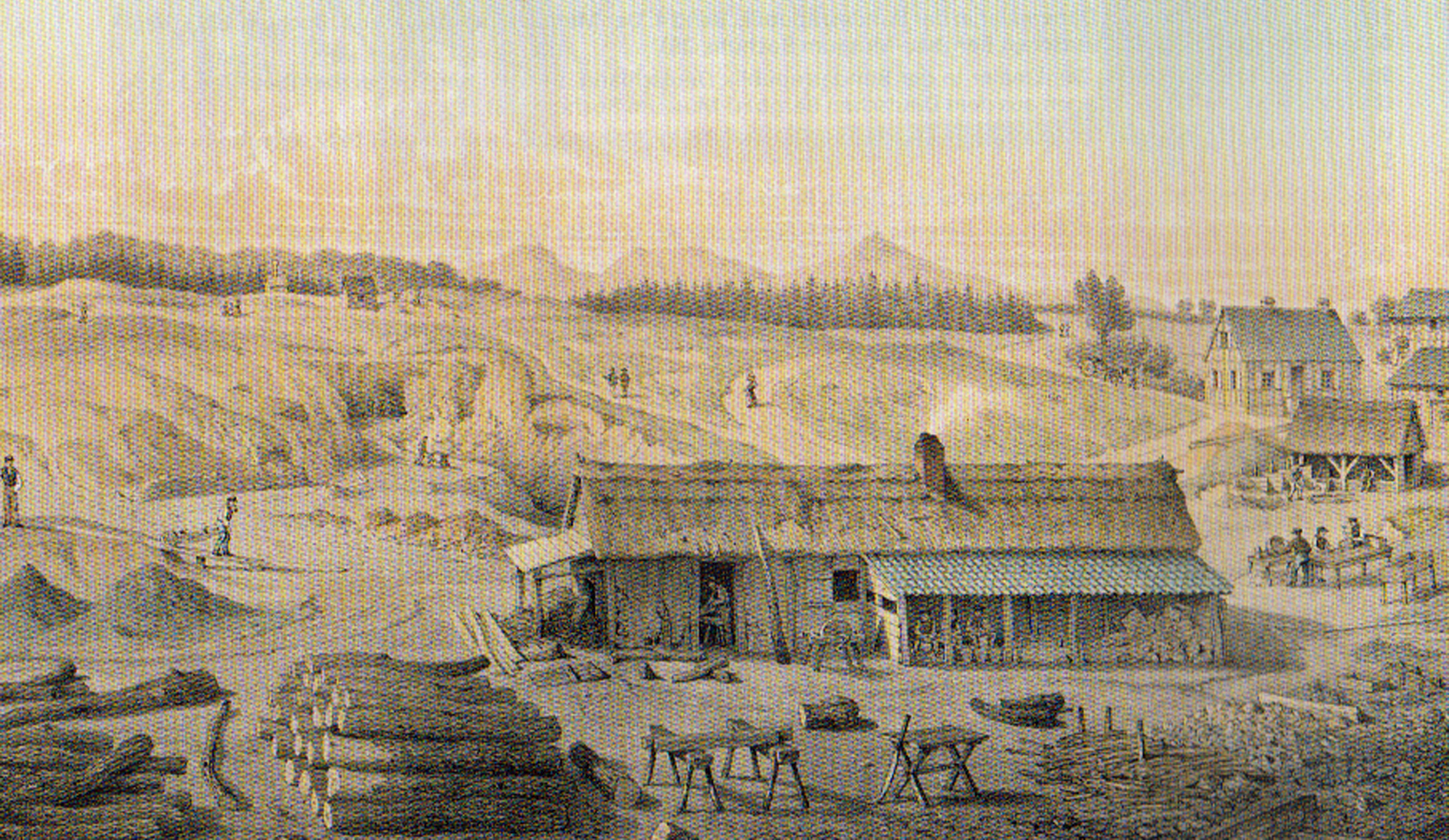
Grube Altglück
Lithographie von 1855

Der Bergbau in Bennerscheid verlief zeitlich in unterschiedlichen Phasen. Dabei folgten auf Zeiten der bergbaulichen Tätigkeiten Jahrzehnte, in denen keinerlei bergbauliche Aktivitäten stattfanden. Die erste bergbauliche Phase fand in der vorrömischen Zeit statt. Zu dieser Zeit wurde von den Kelten in Bennerscheid nach Bleierzen gegraben. Die nächste Phase der bergbaulichen Aktivitäten ist in die römische Zeit datiert. Am südöstlichen Ende von Bennerscheid wurde, bestätigt durch die Identifizierung einer 200 m vom Haus Neuglück entfernten Wallanlage im Zuge von Grabungen in den Jahren 1995 und 1996, bereits in römischer Zeit Bergbau im Tagebau betrieben und dabei Bleierze gewonnen. Urkundlich belegt ist er seit dem 12. Jahrhundert, als die Benediktinerabtei in Siegburg im Besitz der entsprechenden Berechtsame gelangte. Diese Urkunde wurde im Jahr 1401 durch König Ruprecht von der Pfalz bestätigt. Anfang des 15. Jahrhunderts endeten erneut die bergbaulichen Aktivitäten in Bennerscheid. Danach fand für mehrere Jahrhunderte in Bennerscheid kein Bergbau mehr statt. Die letzte Phase der bergbaulichen Aktivitäten in Bennerscheid begann gegen Ende des 18. Jahrhunderts. Im Jahr 1799 trat der Bergbau wieder in Erscheinung, als Kuxe eines Bergwerks gehandelt wurden, das den Namen Silberkaule hatte. Bei dieser Silberkaule handelte es sich um die spätere Grube Altglück. Der eigentliche Bergbaubetrieb dieses Bergwerks begann im Jahr 1850. Im Jahr 1875 endete der Bergbau in Bennerscheid mit Stilllegung der Grube Altglück.
Aus der Bergbauzeit in Bennerscheid stammen noch viele Relikte. Dazu gehören Halden auf einer Länge von einem Kilometer im Bereich der ehemaligen römischen Wallanlage und zahlreiche Pingen, sowohl in dem ehemaligen Bereich der Grube „Altglück“ als auch der Grube „Neuglück“. Stollenmundlöcher sind noch in einem kleinen Tal westlich von Altglück sowie in einem Siefen nordöstlich von Haus Neuglück zu finden, allerdings in einem verfallenen Zustand,.:41 Von zwei ehemaligen Karrenwegen sind Reste verblieben. Ein Stausee südwestlich von Haus Altglück diente vermutlich der Erzwäsche am westlichen Hang des Dollenbachtals. Zwei ehemalige Absetzteiche westlich von Haus Neuglück sind teilweise verlandet. Von den ehemaligen Betriebsgebäuden ist (Stand 2005) nur ein Pförtnerhäuschen erhalten. Das aufgelassene Bergbaugebiet steht als Bodendenkmal unter Denkmalschutz.
| Jahr | Einwohner |
| ---- | --------- |
| 1816 | 24        |
| 1828 | 27        |
| 1843 | 40        |
| 1885 | 52        |
| 1905 | 42        |

## Sehenswürdigkeiten

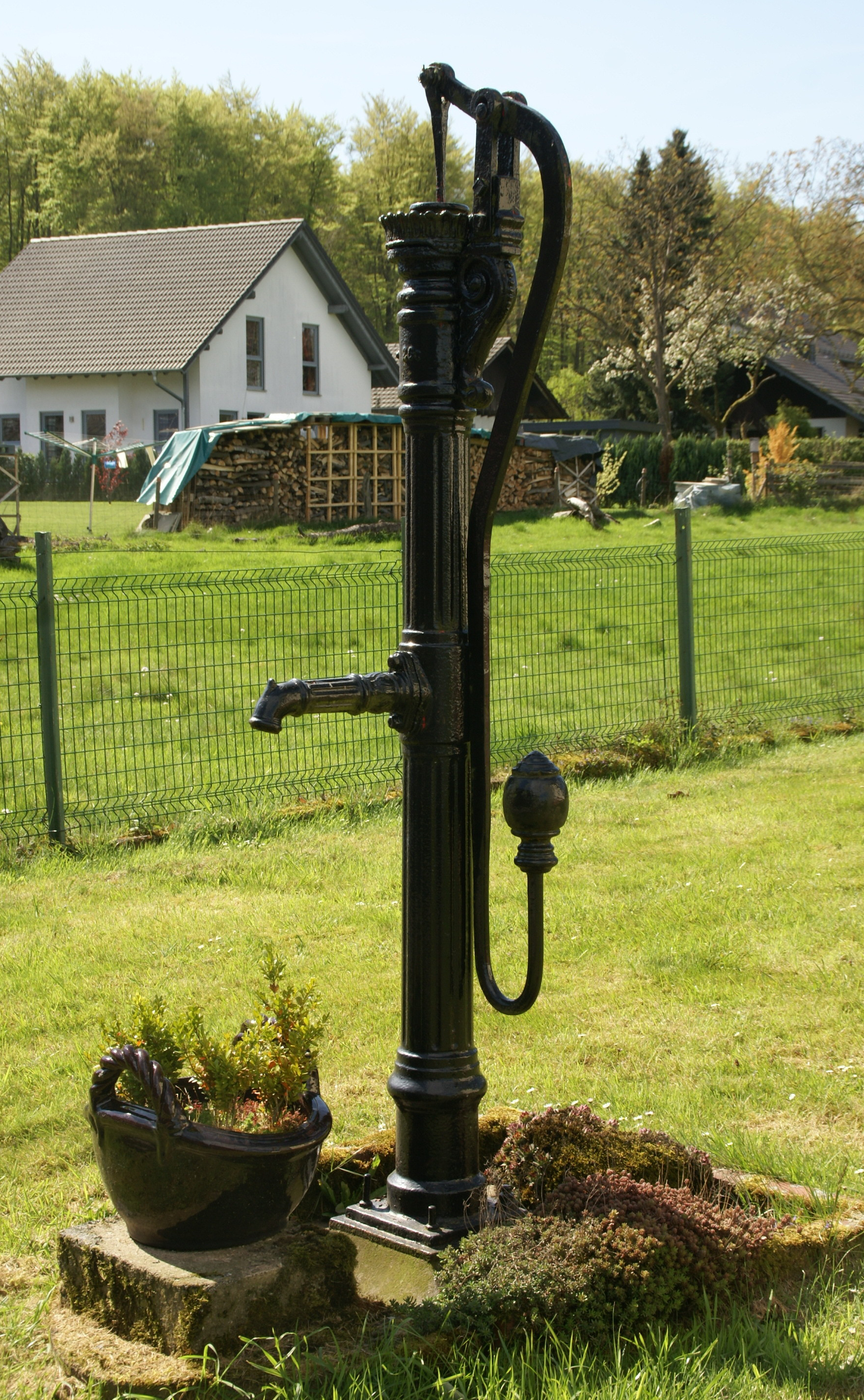
Wasserpumpe Bennerscheid (2014)

Als Baudenkmal unter Denkmalschutz stehen:
- ein Wegekreuz (Votivkreuz) aus Sandstein (An den Brunnen); errichtet 1867; rechteckiger Sockel inkl. Inschrift, Altarplatte mit Muschelnische, bekrönendes Kreuz mit Dreipassenden und Passionsdarstellungen[16] (→ Eintrag in Denkmalliste)
- eine gusseiserne Pumpe (An den Brunnen); errichtet in der zweiten Hälfte des 19. Jahrhunderts; mit Schwengel und Tülle, kannelierter Schaft; vermutlich ehemals als Dorfbrunnen dienend[16] (→ Eintrag in Denkmalliste)
- das Haus Neuglück, auch „Schloss Neuglück“ genannt (Neuglückstraße 37); ehemaliges Steigerhaus der Grube Altglück. Es wurde in den 1870er Jahren vom Kölner Kaufmann Constantin Hölterhoff gekauft. Dessen Tochter Vicomtesse Elinor de Milhau[17] gestaltete das zweigeschossiger Fachwerkbau mit asymmetrischem Aufriss in mehreren Bauphasen um: Formen unterschiedlicher Stilrichtungen (darunter Weserrenaissance), Türmchen, Giebeln und Erkern[16]  (→ Eintrag in Denkmalliste)

## Persönlichkeiten
- Dieter Burgmann (* 1939), ehemaliger Politiker, geboren in Bennerscheid